# 제이미 프레슬리
제이미 프레슬리(Jaime Pressly, 1977년 7월 30일 ~ )는 미국의 배우이다.

## 출연 작품
- DOA
- 씨커